# 蒙托尔内斯-德尔巴列斯
蒙托尔内斯-德尔巴列斯（西班牙語：Montornés del Vallés），是西班牙加泰罗尼亚巴塞罗那省的一个市镇。总面积10平方公里，总人口12868人（2001年），人口密度1287人/平方公里。